# Родос
36°10′ пн. ш. 28°00′ сх. д. / 36.167° пн. ш. 28.000° сх. д.

Ро́дос (грец. Ρόδος, лат. Rhodus) — острів у Греції, в східній частині Егейського моря біля узбережжя півострова Мала Азія. Чисельність населення станом на 2011 рік становила 115490 мешканців. Родос є найбільшим з островів Додеканесу за площею та кількістю населення, а також є історичною столицею цієї групи островів. Адміністративний центр та головний порт острова — місто Родос. Острів Родос також називають Островом лицарів.
У світі острів Родос відомий в першу чергу Колосом Родоським, одним з семи див світу. Стара частина міста Родос об'єкт Всесвітньої спадщини. Сьогодні острів є одним з найпопулярніших туристичних напрямків у Європі.
Поверхня горба́ста, на заході — гори заввишки до 1215 м (гора Атавірос), складені головним чином з вапняку та мармуру. Ландшафти типу маквіс, ліси з сосни, кипариса, дуба. Плантації зернових, винограду, маслин, цитрусових, мигдалю. Клімат середземноморський. Рибальство, збирання губок.

## Історія
Родос — один з центрів егейської культури. У VII—VIII ст. до н. е. міста Родосу брали участь у колонізації Сицилії, Північної Африки та інших територій. Під час греко-перських воєн Родос захопила Персія; згодом острів відійшов до Делоського союзу. В 408—405 рр. до н. е. міста Родосу з'єдналися в єдиний поліс. За античних часів Родос був розвинутою рабовласницькою державою на чолі з торгово-ремісничою і землевласницькою олігархією.
У 44 р. н. е. Родос був завойований Римом. У IV—XIII ст. він належав Візантії, в 1309 році захоплений духовно-лицарським орденом іоаннітів (госпітальєрів), у 1522 році — Османською імперією. В 1912—1947 роках — володіння Італії. За мирним договором з Італією (1947) перейшов до Греції.
З кінця V ст. до н. е. містобудування на острові здійснювалося за принципом регулярного планування. За часів середньовіччя на Родосі споруджено візантійські храми (XI — XV ст.), церкви і госпіталь лицарів ордену іоаннітів (XV ст.), османські мечеті й лазні (16 ст.). У XV — XVI ст. навколо м. Родос було зведено масивні мури з воротами. У III - I ст. до н. е. на Родосі сформувалася родоська школа скульптури — статуя «Ніка Самофракійська» (кін. IV ст. до н. е., Лувр, Париж) і статуя Геліоса (т.з. Колос родоський, 285 до н. е., не зберігся), композиція «Фарнезький бик» Аполлонія і Тавріска (рим. копія, Нац. музей, Неаполь), «Лаокоон» Агесандра, Полідора та Атендора (бл. 50 року до н. е., Музей Піо-Клементіно, Ватикан, Рим). Збереглися пам'ятки родоської розмальованої кераміки часів античності і середньовіччя.

## Географія
Острів Родос має 79,7 км довжини та 38 км ширини, загальна площа - близько 1400 квадратних кілометрів. Довжина берегової лінії складає близько 220 км. Місто Родос, а також більша частина портів острова, перебувають у його північній частині. Головні повітряні ворота острова (аеропорт  «Діагорас») розміщені за 14 км на північний захід від міста в селищі Парадіс. Дорожня мережа простягається, головним чином, від міста Родос вздовж східного і західного узбережжя.
За межами міста Родос, острів усіяний невеликими селами і курортами, серед яких Фаліракі, Ліндос, Кремасті, Харакена, Пефкос, Архангелос, Афанто, Коскінен, Ембона, Парадісі і Тріанта.
Острів лежить на віддалі 363 км на південний схід від материкової Греції і тільки 18 км від південного узбережжя Туреччини.

## Відомі люди
- Леонідас Родоський — один з найвідоміших древніх олімпійських бігунів, дванадцятиразовий переможець античних Олімпіад.
- Джанібек Ґерай — хан Криму, помер тут на засланні.

## Галерея

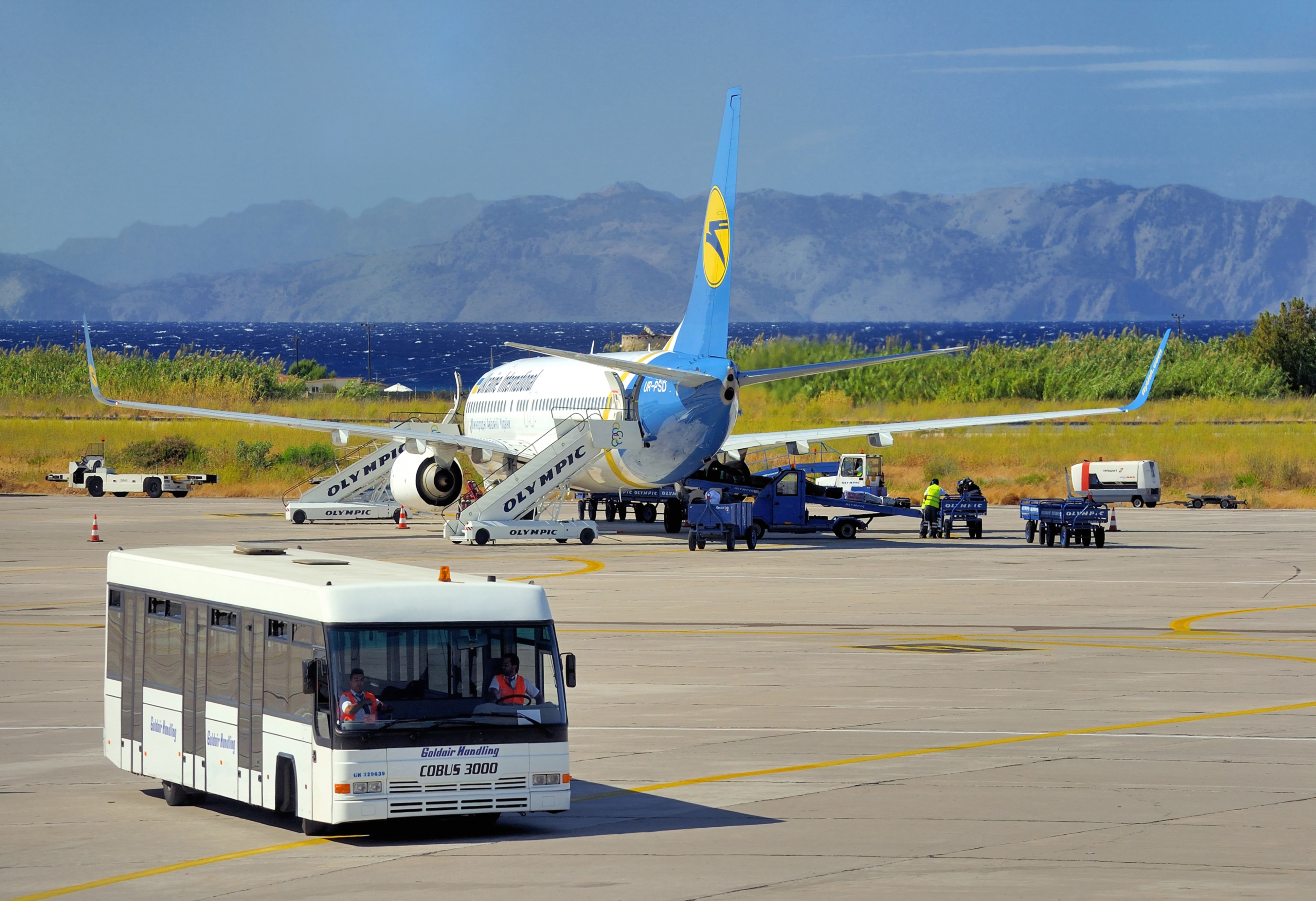
Аеропорт «Діагорас»
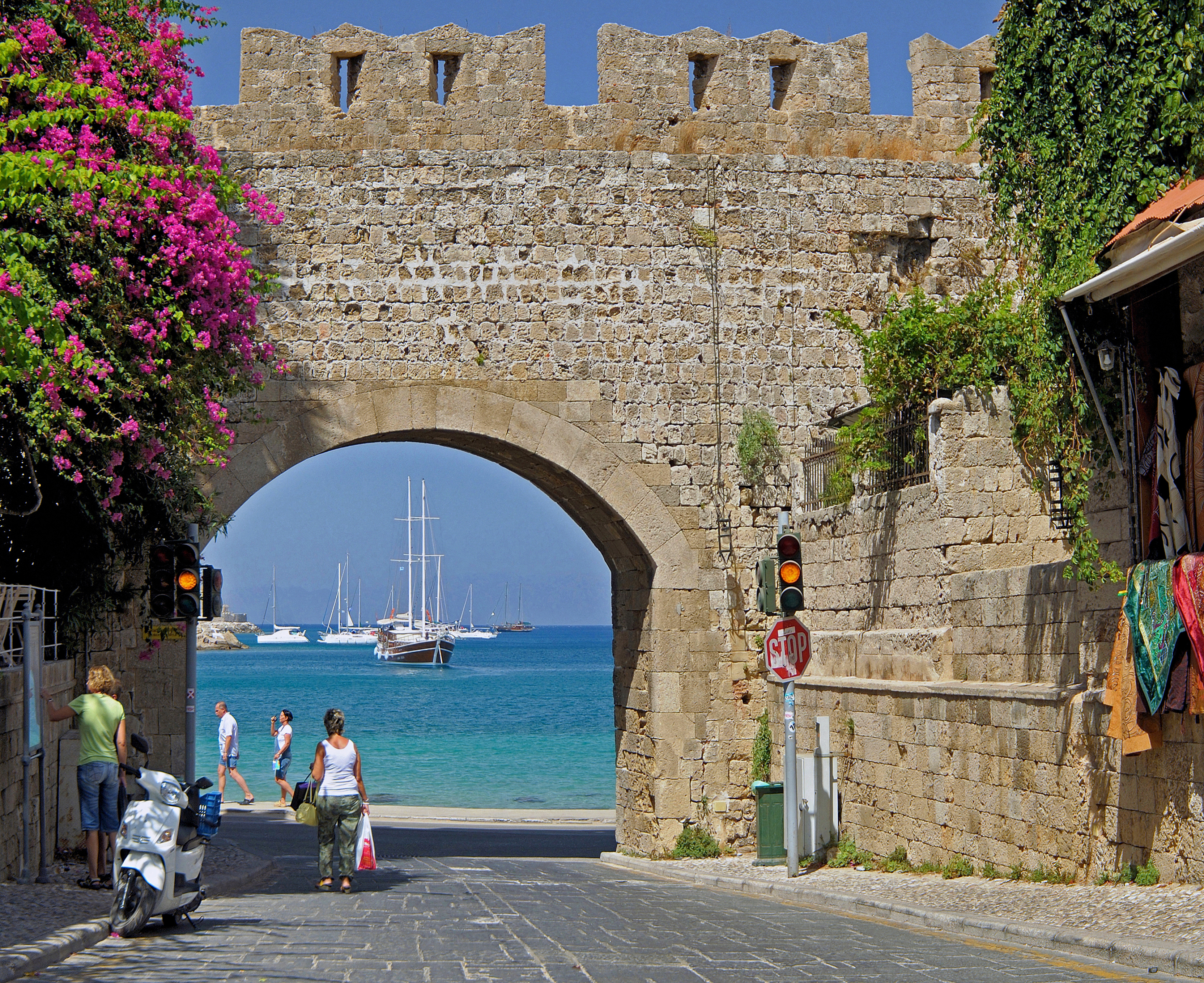
Ворота св. Катерини в Родосі
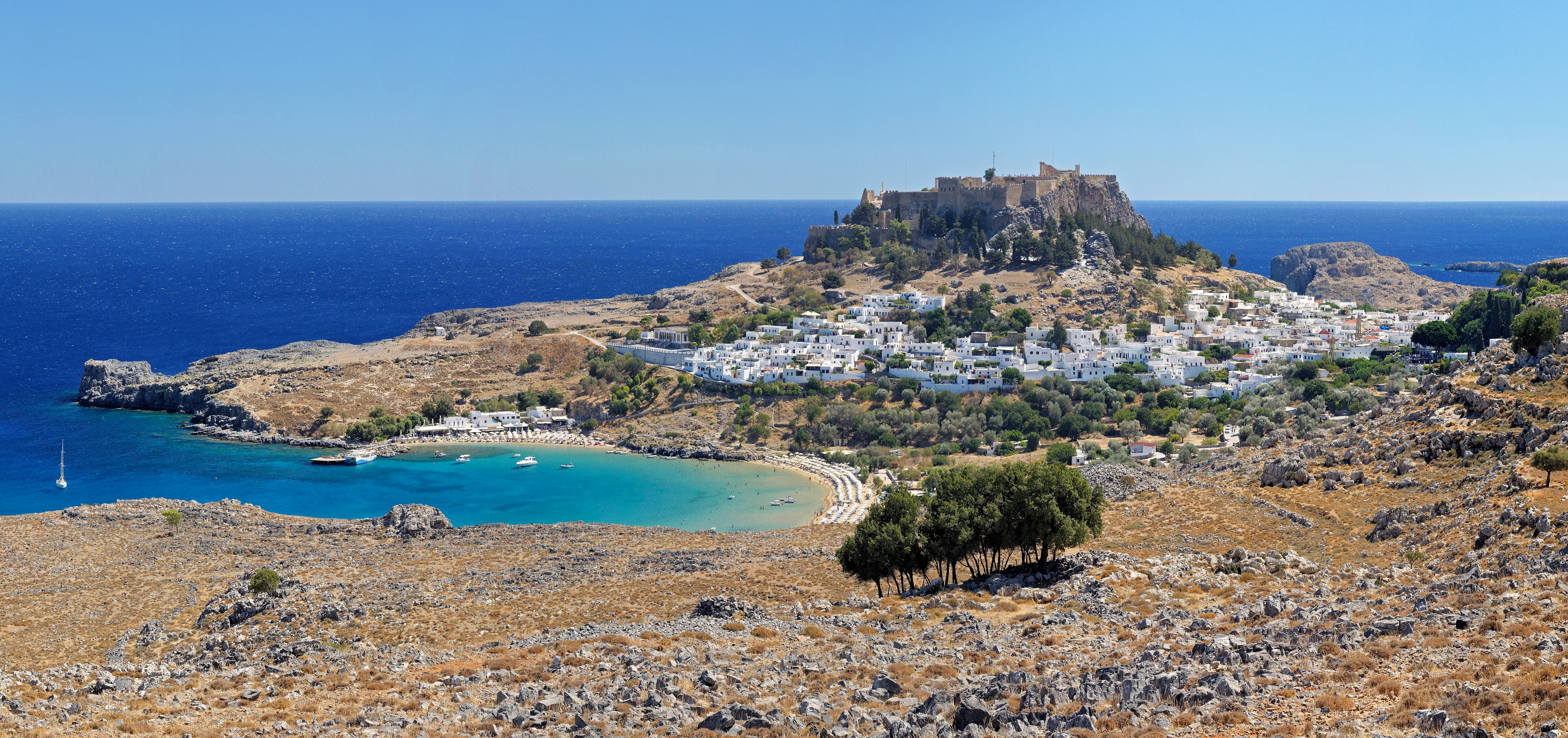
Ліндос і його пляж
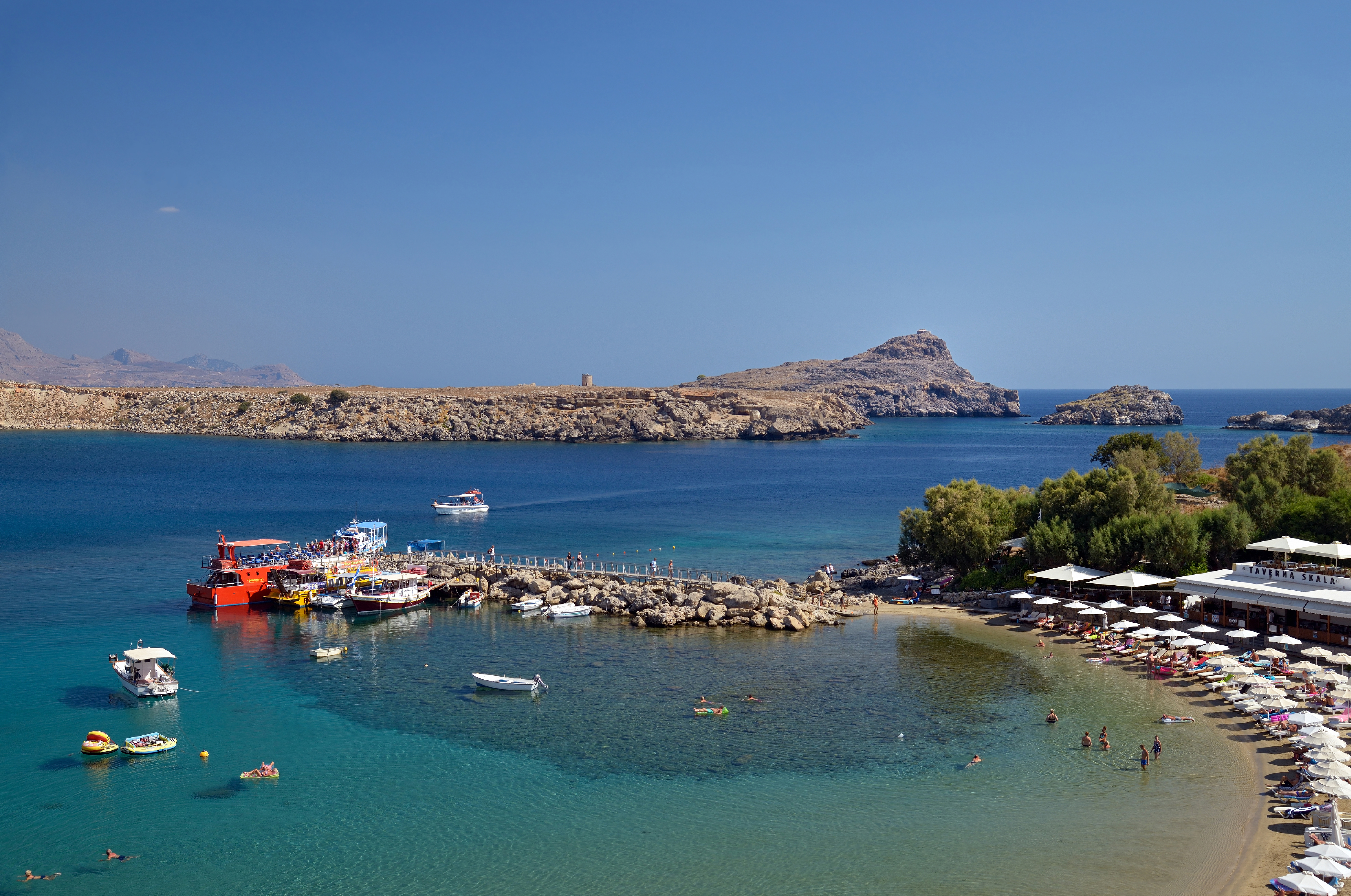
Пристань в Ліндосі
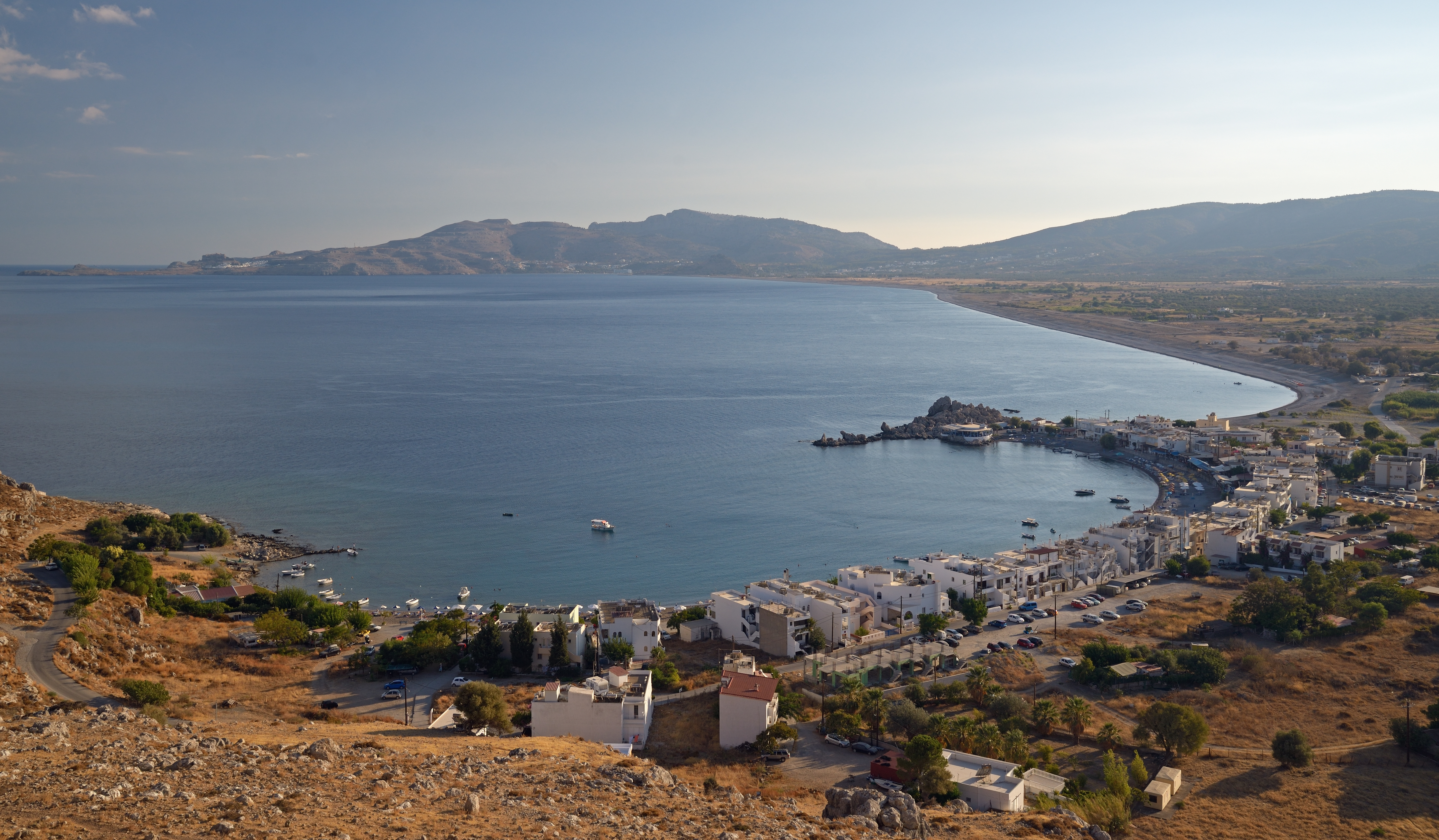
Затока Харакі
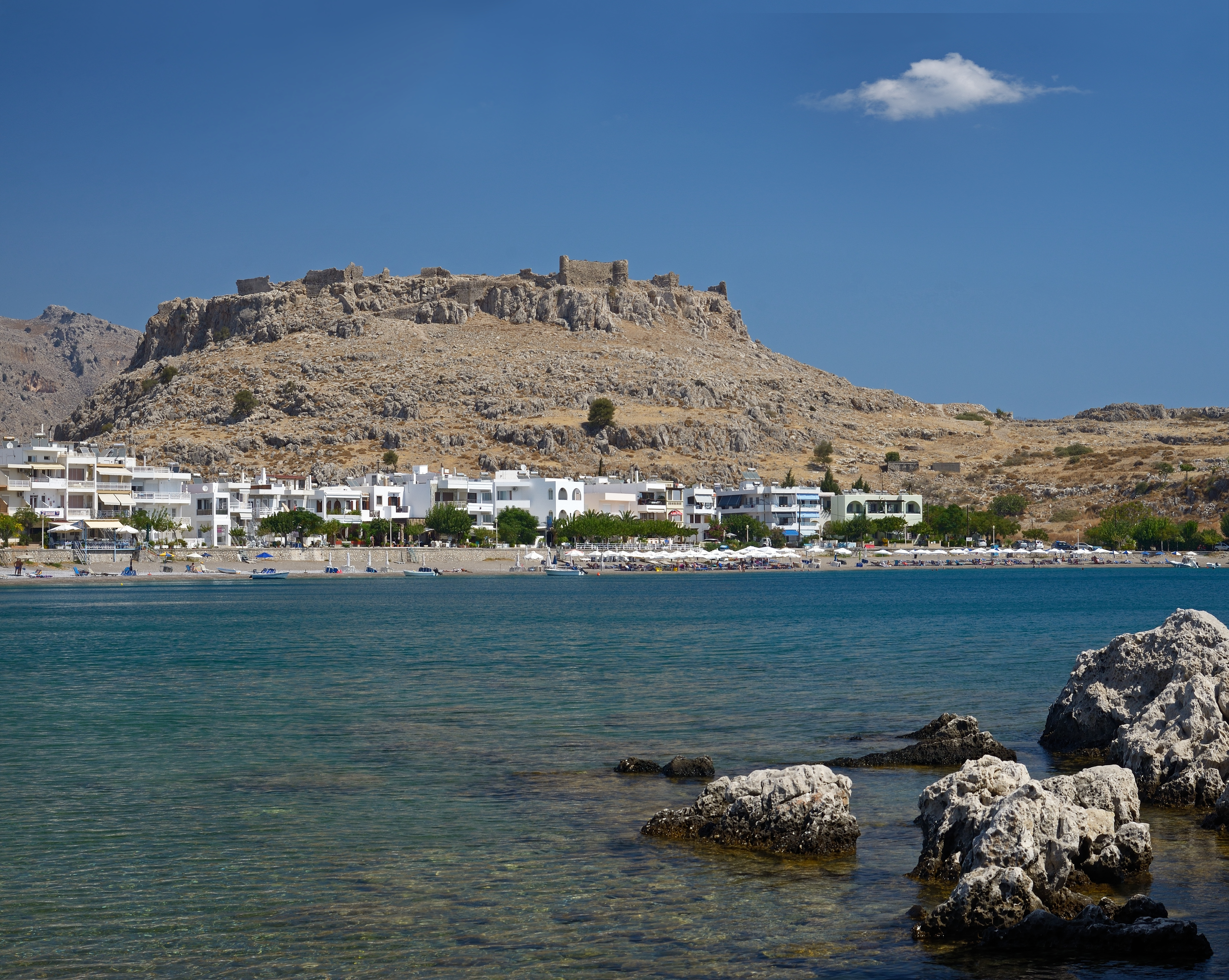
Фортеця Фераклос в Харакі
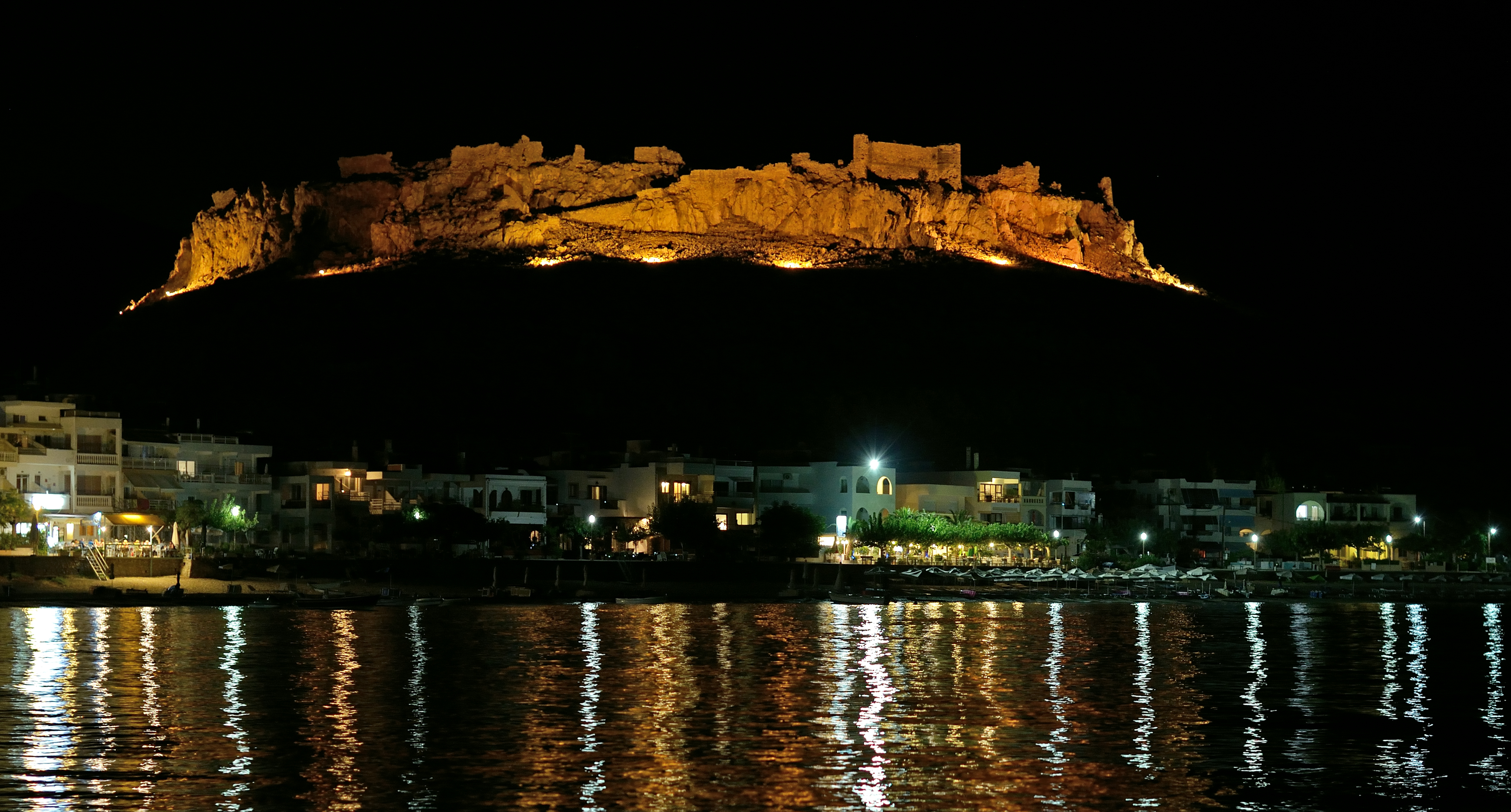
Харакі вночі
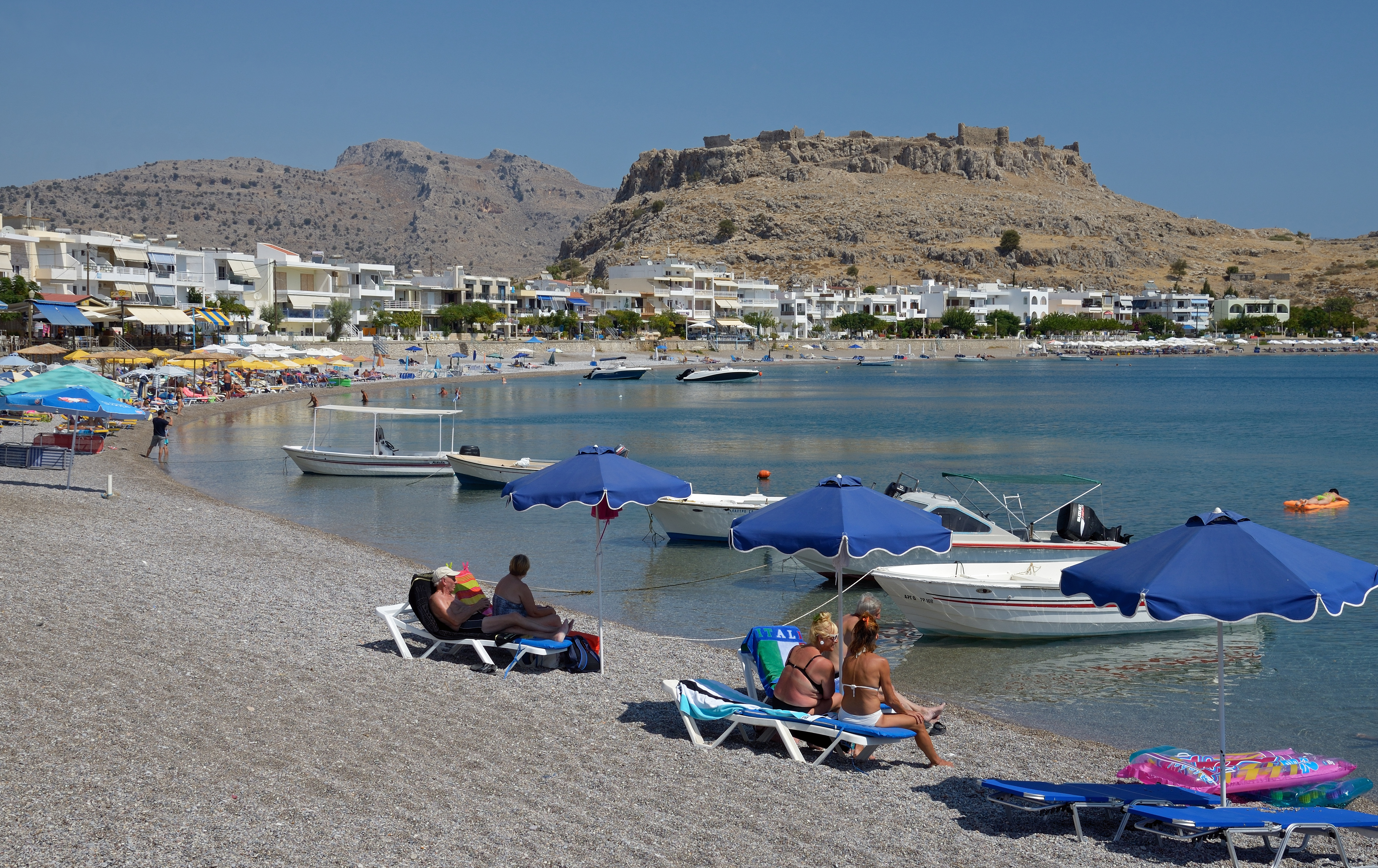
Пляж Харакі
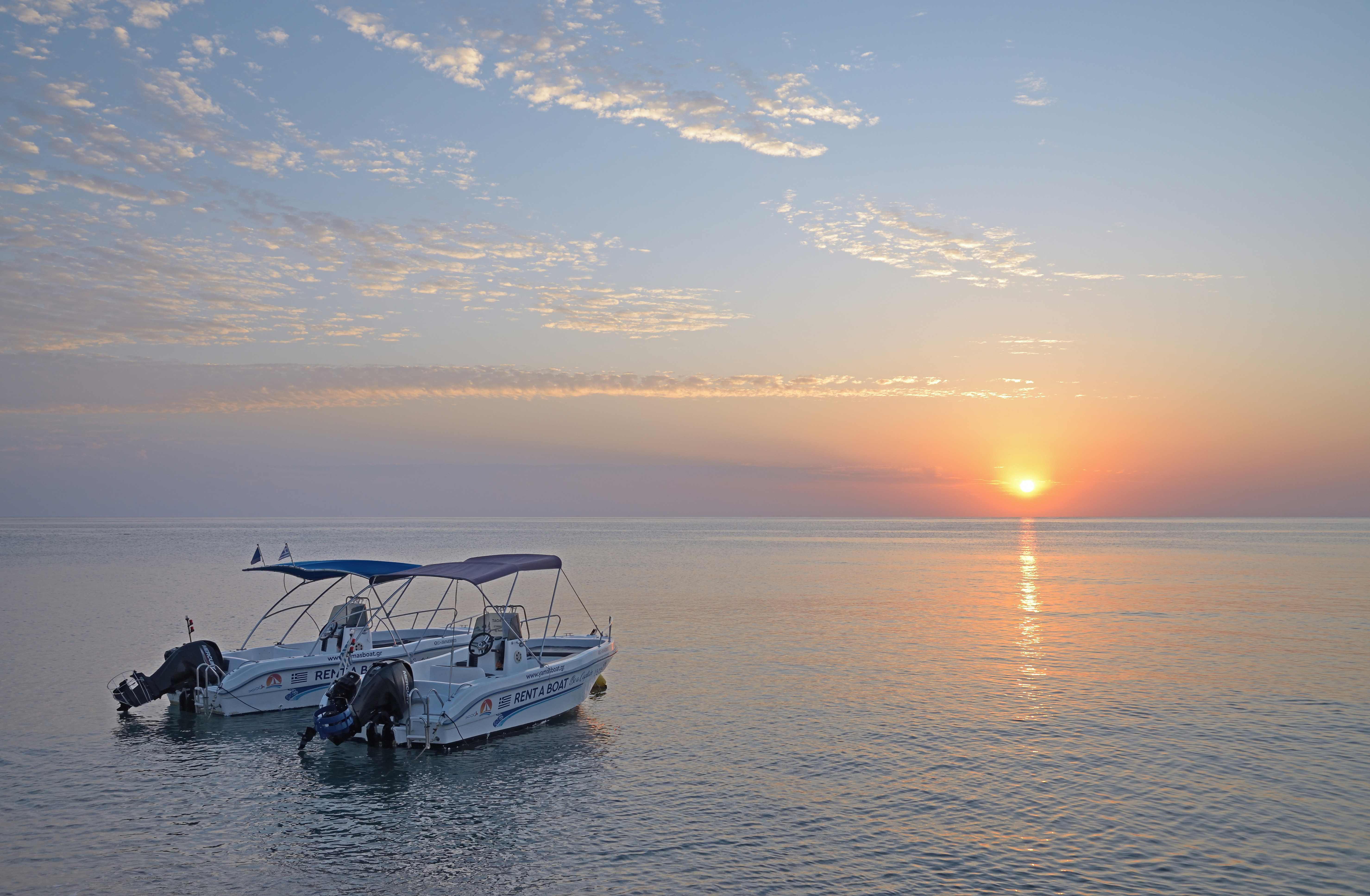
Світанок у Стегні
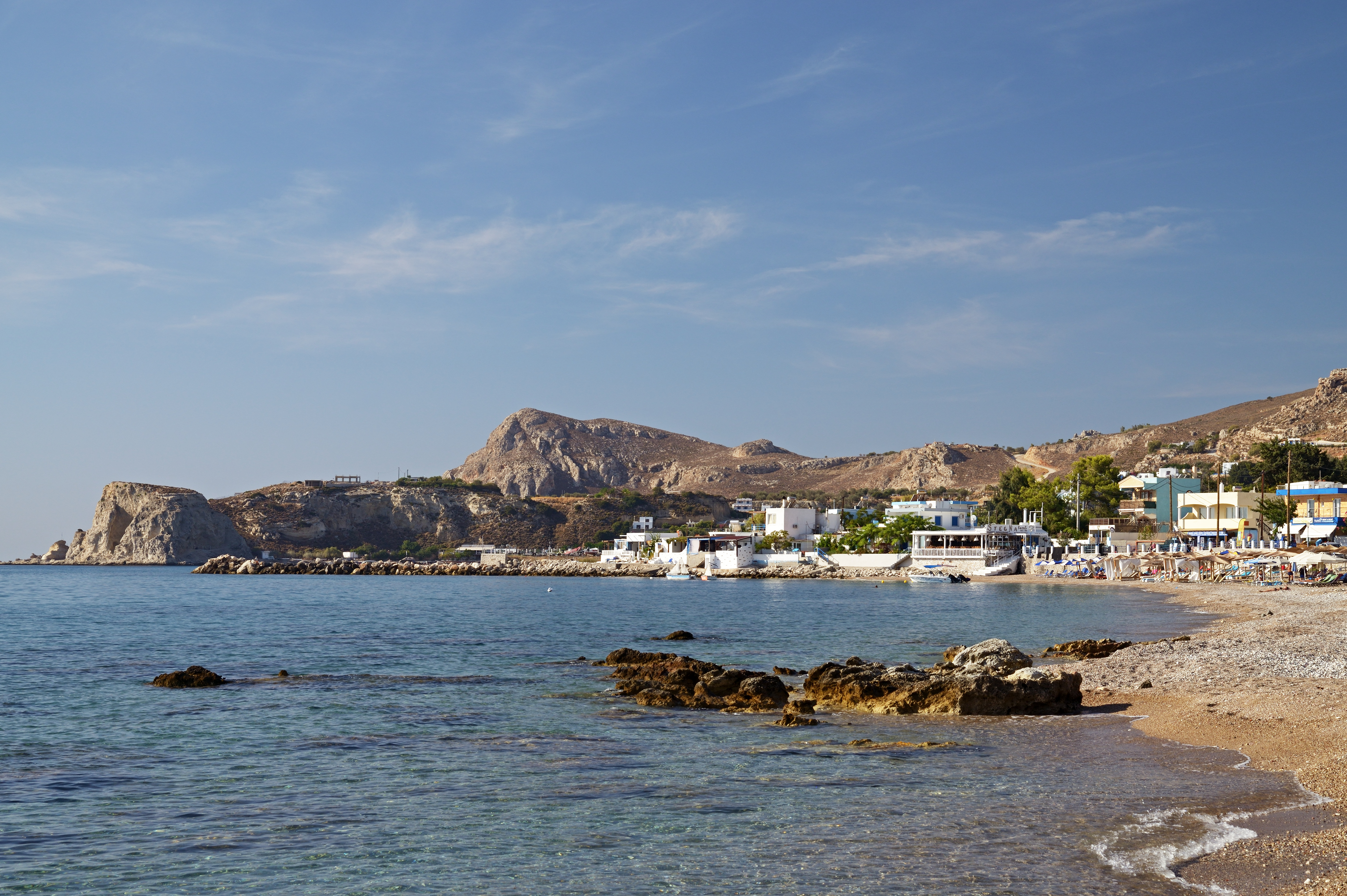
Затока Стегни
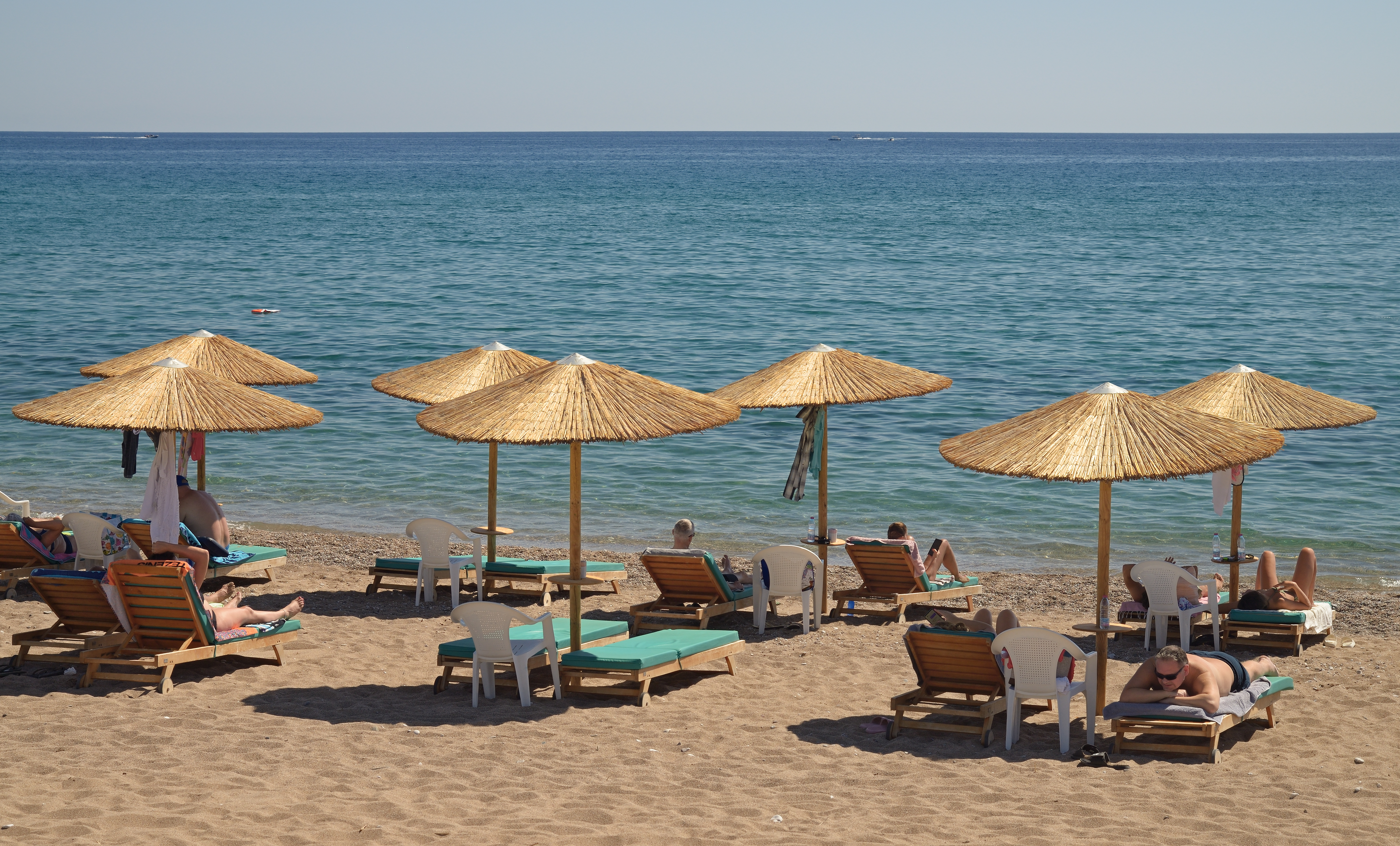
Пляж у Стегні
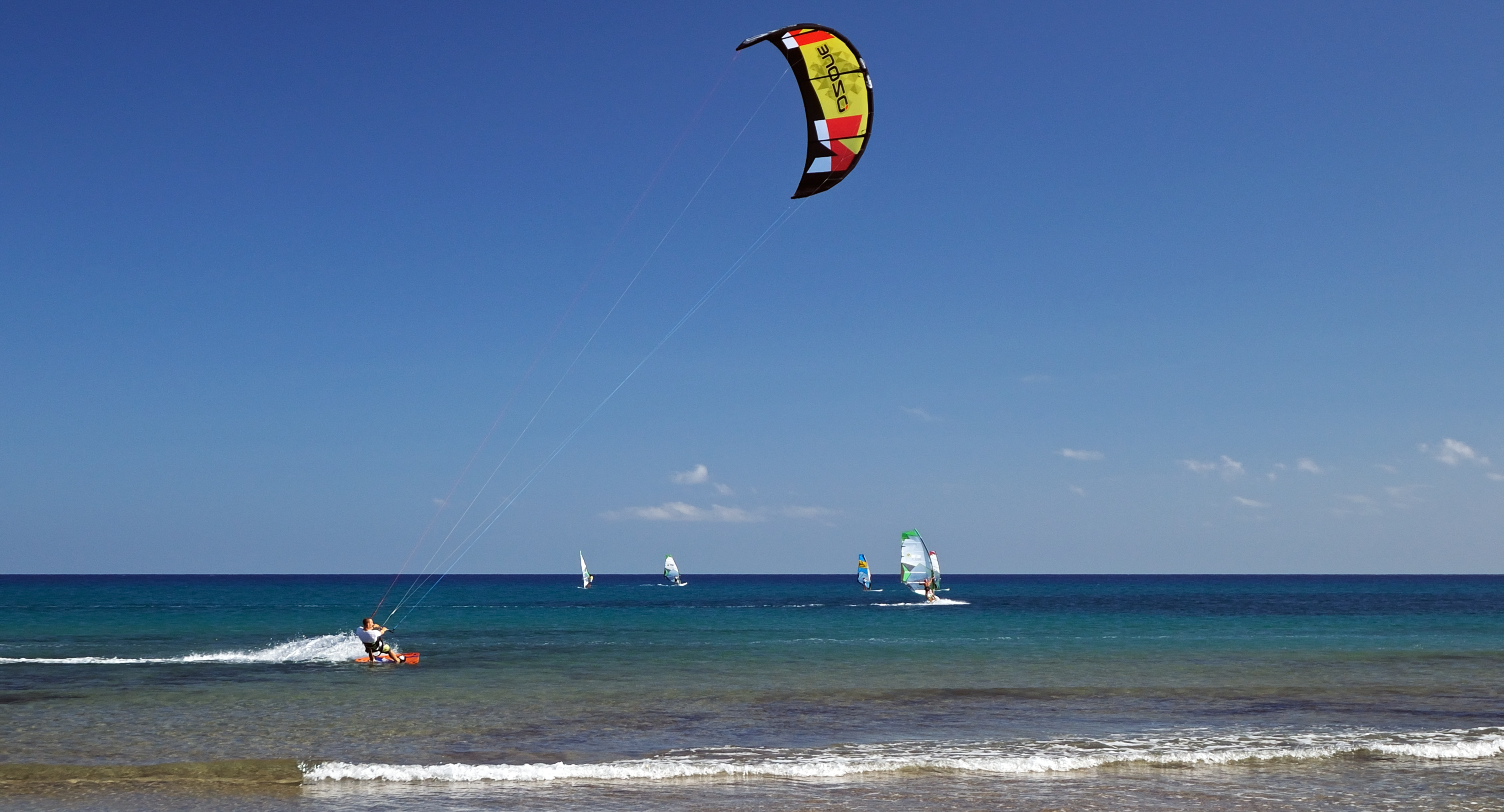
Кайтсерфінг біля Парасонісі